# Cassandra Sánchez Navarro
Cassandra Sánchez Navarro (Mexikóváros, 1991. július 3. –)  mexikói színésznő.

## Élete és pályafutása
1991. július 3-án született Mexikóvárosban. Édesanyja, Mónica Sánchez-Navarro és nagybátyja, Rafael Sánchez Navarro szintén színészek. Karrierjét 2011-ben kezdte az Una familia con suerte című telenovellában, ahol Salomé szerepét játszotta. 2012-ben a Könnyek királynője című telenovellában Consuelo María del Pilar szerepét játszotta. 2013-ban TVyNovelas-díjat kapott a legjobb új színésznő kategóriában.

## Filmográfia
| Év        | Eredeti Cím            | Cím                | Szerep                                           |
| --------- | ---------------------- | ------------------ | ------------------------------------------------ |
| 2011      | Una familia con suerte |                    | Salomé                                           |
| 2012–2013 | Corona de lágrimas     | Könnyek királynője | Consuelo María del Pilar 'Chelito' Durán Requena |
| 2013–2014 | Quiero amarte          |                    | Flavia Montesinos Ugarte                         |
| 2015      | La sombra del pasado   |                    | Verónica Santos                                  |

## Díjak és jelölések
TVyNovelas-díj
| Év   | Kategória            | Cím                | Eredmény |
| ---- | -------------------- | ------------------ | -------- |
| 2013 | Legjobb új színésznő | Corona de lágrimas | Elnyerte |